# الدومام
الدومام در یمن است که در استان صنعا واقع شده‌است.